# 綿田道則
綿田 道則 （わただ みちのり、1938年（昭和13年）10月3日 - ）は、日本のフィールドホッケー選手。 1960年ローマオリンピックで男子トーナメントに出場した。 